# Ett Drömspel
Ett Drömspel (titolo inglese: A Dream Play) è un film per la televisione diretto da Ingmar Bergman. Il film è tratto dal lavoro teatrale di August Strindberg.